# 天主教卡班卡兰教区
天主教卡班卡兰教区（拉丁語：Dioecesis Cabancalensis）是菲律賓一個羅馬天主教教區，屬天主教哈罗总教区。1987年3月30日升為教區。
教區包括西內格羅省南部。2006年有教友574,000人、29個堂區、52名司鐸。教區主教帕特里克‧布宗。